# USCGC Boutwell (WHEC-719)
L'USCGC Boutwell (WHEC-719) est un navire de classe Hamilton de la garde côtière des États-Unis. Lancé en 1967, il sert de 1968 à 2016 avant d'être revendu à la marine philippine en juillet 2016.  Il est renommé BRP Andrés Bonifacio (PS-17), comme troisième navire de la classe Gregorio del Pilar. Il porte le nom d'Andrés Bonifacio, figure majeure de la révolution philippine.

## Histoire
L'USCGC Boutwell (WHEC-719) a été construit au chantier naval Avondale près de  la Nouvelle-Orléans et lancé le 17 juin 1967. Il avait été baptisé du nom de George S. Boutwell, homme politique américain. Le navire est conçu avec un haut niveau d'habitabilité et propose un hébergement assez confortable avec la climatisation. 
Transféré à la marine philippine et rebaptisé. Le BRP Andrés Bonifacio (PS-17) quitte alors Alameda fin 2016, est passe par l'île de Guam pour finalement rejoindre Manille le 9 décembre 2016.
Il participe a plusieurs exercices et escorte le BRP Jose Rizal (FF-150) le 22 mai 2020 lors de l'arrivée de ce dernier à Subic Bay.